# 中村記念病院
中村記念病院（なかむらきねんびょういん）は、札幌市中央区にある病院。1967年（昭和42年）に日本国内初の脳神経外科専門の医療機関として発足した。最新の診断・治療機器を導入して脳神経外科・脳神経内科をはじめとした医療を提供している。開院以来24時間救急診療体制を行っている。

## 沿革
- 1967年（昭和42年）：「中村脳神経外科医院」（中央区南4西26）開院[2]。
- 1968年（昭和43年）：医療法人医仁会設立[2]。
- 1970年（昭和45年）：「医療法人医仁会 中村脳神経外科病院」（中央区南1西13）開設[2]。
- 1980年（昭和55年）：現在地へ移転し、「医療法人医仁会 中村記念病院」と改称[2][3]。
- 1986年（昭和61年）：北海道脳神経疾患研究所設立[2]。
- 1987年（昭和62年）：附属看護学校設立[2]。
- 2003年（平成15年）：南区川沿に「医療法人医仁会 中村記念南病院」開設[2]。
- 2007年（平成19年）：自動車事故対策機構（NASVA）委託療養病床設置[2][4]。
- 2012年（平成24年）：社会医療法人認定[2]。

## 機関指定
| 保険医療機関                                             | 労災保険指定医療機関                           |
| 指定自立支援医療機関（更生医療、育成医療、精神通院医療） | 身体障害者福祉法指定医の配置されている医療機関 |
| 生活保護法指定医療機関                                   | 結核指定医療機関                               |
| 原子爆弾被害者一般疾病医療取扱医療機関                   | 臨床研修指定病院                               |
| 救急告示医療機関（救急指定病院）                         | 特定疾患治療研究事業委託医療機関               |
| 小児慢性特定疾患治療研究事業委託医療機関                 | DPC（診断群分類包括評価）対象病院              |
| 短期入院協力病院（国土交通省）                           | 臓器提供可能施設                               |

## 診療科等
診療科
- 脳神経外科
- 脳神経内科
- 循環器内科
- 消化器内科
- 外科
- 整形外科
- 耳鼻咽喉科
- 眼科
- 麻酔科
- 放射線科
- リハビリテーション科
- 病理診断科

専門外来
- 脊椎・脊髄・末梢神経
- パーキンソン病
- モヤモヤ病
- 慢性頭痛
- ボツリヌス治療
- てんかん
- PEG
- 頚動脈疾患

センター
- 脳卒中センター
- 脳腫瘍センター
- ガンマナイフセンター
- 脳血管内治療センター
- 透析センター
- てんかんセンター

部門
- 医療安全管理部
- 看護部
- 薬剤部
- 医療技術部
- 事務局

## 施設認定
| 日本脳神経外科学会専門医訓練施設                          | 日本神経学会専門医訓練施設                                  |
| 日本脳卒中学会専門医研修教育施設                          | 日本てんかん学会研修施設                                    |
| 日本脳神経血管内治療学会研修施設                          | 日本核医学会専門医教育施設                                  |
| 日本静脈経腸栄養学会認定NST（栄養サポートチーム）稼働施設 | 日本栄養療法推進協議会認定NST（栄養サポートチーム）稼働施設 |
| PEG・在宅医療研究会専門胃ろう造設施設                     | 日本がん治療認定医機構認定研究施設                          |

## アクセス
- 札幌市電西15丁目停留場から徒歩約1分
- ジェイ・アール北海道バス（琴似営業所）
  - 「医大病院前」バス停から徒歩約3分
- ジェイ・アール北海道バス（札樽線）、北海道中央バス（札樽線）
  - 「北1条西12丁目」バス停から徒歩約8分
- じょうてつ
  - 「西11丁目駅前」バス停から徒歩約8分
- 札幌市営地下鉄東西線西11丁目駅・西18丁目駅から徒歩約8分
- 北海道旅客鉄道（JR北海道）
  - 桑園駅から車で約5分
  - 札幌駅から車で約10分

## 関連施設
- 中村記念南病院[6]
- 中村記念病院附属看護学校[7]
- 北海道脳神経疾患研究所[8]